# غوران رادوجيفيتش
غوران رادوجيفيتش (بالألمانية: Goran Radojević)‏ هو مدرب كرة قدم ولاعب كرة قدم ألماني في مركز الهجوم، ولد في 9 نوفمبر 1963 في جمهورية يوغوسلافيا الاشتراكية الاتحادية. لعب مع آينتراخت براونشفايغ وراد بيوغراد وسبارتاك سوبتيتسا وشتورم غراتس ونادي أوسييك.

## وصلات خارجية
- غوران رادوجيفيتش على موقع قاعدة بيانات كرة القدم.إي يو (الإنجليزية)
- غوران رادوجيفيتش على موقع عالم كرة القدم.نت (الإنجليزية)